# Орден Салавата Юлаєва
Орден Салавата Юлаєва (башк. Салауат Юлаев ордены) — державна нагорода Башкортостану.

## Історія
Орден носить ім'я Салавата Юлаєва.
Заснований в 1998 році. Перше нагородження відбулося 2 жовтня 2000 року. Першим кавалером ордену став механізатор колективного підприємства «Інякське» Зіанчуринського району Бурангулов Ірек Зулкарнайович.

## Опис ордену
Орден виготовляється зі срібла або сплаву срібла з нейзильбером. Являє собою семипроменеву зірку з гранованими променями. У центрі ордена — круглий медальйон діаметром 50 мм, покритий білою емаллю з барельєфним зображенням Салавата Юлаєва. Медальйон облямований позолоченим рельєфним орнаментом.

## Підстави нагородження
Згідно із законом, орденом нагороджують громадян Російської Федерації, іноземних громадян та осіб без громадянства:
1. за плідну державну і громадську діяльність;
2. за героїзм і подвиг, які були вчинені при рятуванні життя людей;
3. за високі виробничі досягнення;
4. за заслуги у сфері наукової і науково-дослідницької діяльності;
5. за високі творчі досягнення в галузі культури, мистецтва, літератури;
6. за заслуги в охороні громадського порядку;
7. за успіхи в навчанні і вихованні підростаючого покоління, активну участь у патріотичному вихованні молоді, підготовці висококваліфікованих кадрів.

## Порядок нагородження
Орденом нагороджує глава Башкортостану. Про нагородження видається відповідний указ.